# 雄边子弟兵
雄边子弟兵是唐朝四川地方的一种民兵。唐文宗大和四年至六年（830—832年），剑南西川节度使李德裕置。每二百户取一人，使其习战，平时务农，有事则战，称为“雄边子弟”。
精兵称为南燕保义、保惠，两河慕义，左右速弩；骑士称为飞星、鸷击、奇锋，流电、霆声、突骑，共组成11军。一说精兵、骑士和雄边子弟兵是同时并存的两种军队。雄边子弟兵是简点的民兵，精兵、骑士则由雄边子弟、北方太兵和四川其它军队组成。